# ريدينغ الشرقية (دائرة انتخابية في المملكة المتحدة)
ريدينغ الشرقية (بالإنجليزية: Reading East)‏ هي إحدى الدوائر الانتخابية في المملكة المتحدة الممثلة في مجلس العموم في برلمان المملكة المتحدة.
عضو البرلمان الذي يمثلها حالياً هو :Mr Rob Wilson (Con).